# 天主教薩圖馬雷教區
天主教薩圖馬雷教區（拉丁語：Dioecesis Satmariensis）是羅馬尼亞一個羅馬天主教教區。屬布加勒斯特總教區。面積10,500平方公里，2004年有教友70,000人、60個堂區、62名司鐸。現任主教為耶內·荀伯格。
1804年升為教區，1930年6月5日被併入奧拉迪亞馬雷教區。1941年恢復，1948年再度被併入，直至1982年10月18日再恢復。